# Häädemeeste (gemeente)
Häädemeeste (Estisch: Häädemeeste vald) is een gemeente in de Estlandse provincie Pärnumaa. De gemeente telde 4.677 inwoners op 1 januari 2023 en heeft een oppervlakte van 494,33 vierkante kilometer. Ze ligt in het uiterste zuidwesten van het Estische vasteland. De gemeente kreeg in oktober 2017 de noordelijke buurgemeente Tahkuranna erbij en voert sindsdien het wapen van de vroegere gemeente Häädemeeste en de vlag van de vroegere gemeente Tahkuranna. Uulu, de vroegere hoofdplaats van Tahkuranna, is sindsdien de hoofdplaats van de fusiegemeente in plaats van Häädemeeste.
De voornaamste werkgever in de plaats Häädemeeste is Fibo ExClay, een bedrijf dat sinds 1991 geëxpandeerde kleikorrels produceert en behoort tot het Franse bouwmaterialenconcern Saint-Gobain.
Häädemeeste en vooral Kabli hadden hun bloeitijd in de 19de eeuw, toen hier zeilschepen werden gebouwd. Het eerste zeilschip, de tweemaster Markus, werd er in 1861 te water gelaten. Kabli is verder bekend om zijn zandstrand langs de Golf van Riga. Sinds enkele jaren vindt hier in augustus het muziekfestival Päikeseloojangu Festival (Zonsondergangfestival) plaats.
Bij Rannametsa bevinden zich de hoogste duinen van Estland, de Tõotusemägi (40 m) en de Tornimägi. Het duingebied maakt deel uit van het beschermde natuurgebied Luitemaa (i.e. Duinland), dat gedeeltelijk in de buurgemeente Saarde ligt. Hiertoe behoort ook het Timmkanaal (Timmkanal), dat omstreeks 1858 op initiatief van Voldemar Timm werd gegraven om de rivier de Ura te ontlasten. Het verbindt het Tolkuse-hoogveen, een verveende lagune, met de zee.
Het zuidelijkste dorp van de gemeente, Ikla, maakte tot de Eerste Wereldoorlog deel uit van Ainaži (Estisch: Heinaste), dat thans in Letland ligt. Deze plaats had destijds een grote Estische bevolking, en de schippers van Kabli en Häädemeeste volgden er hun opleiding aan de zeevaartschool. Ainaži behoort sinds 2009 tot Salacgrīvas novads, waarmee de gemeente Häädemeeste op veel gebieden samenwerkt.
In het dorp Tahkuranna werd in 1874 de latere president Konstantin Päts geboren.

## Plaatsen
De landgemeente bestaat uit:
- twee plaatsen met de status van alevik (vlek): Häädemeeste en Võiste;
- 29 dorpen (Estisch: küla): Arumetsa, Ikla, Jaagupi, Kabli, Krundiküla, Laadi, Leina, Lepaküla, Majaka, Massiaru, Mereküla, Metsaküla, Metsapoole, Nepste, Orajõe, Papisilla, Penu, Piirumi, Pulgoja, Rannametsa, Reiu, Sooküla, Soometsa, Tahkuranna, Treimani, Urissaare, Uuemaa, Uulu en Võidu.

## Zustergemeenten
Häädemeeste is zustergemeente van:
- Hankasalmi (Finland)
- Karmøy (Noorwegen)
- Mjölby kommun (Zweden)
- Salacgrīvas novads (Letland)